# سلامت آباد (مقاطعة فسا)
سلامت‌آباد (بالفارسية: سلامت‌آباد) هي قرية تقع في قسم كوشك قاضي الريفي في إيران.